# Fan Ye
Fan Ye (范晔S, Fàn YèP; Baoding, 23 ottobre 1986) è un'ex ginnasta cinese.

## Palmarès

### Mondiali
- 1 medaglia:
  - 1 oro (Anaheim 2003 nella trave)

### Giochi dell'Asia orientale
- 3 medaglie:
  - 2 ori (Macao 2005 a squadre; Macao 2005 nella trave)
  - 1 argento (Macao 2005 nel concorso completo)

### Giochi nazionali cinesi
- 2 medaglie:
  - 1 oro (Nanjing 2005 nel concorso completo)
  - 1 argento (Nanjing 2005 nel corpo libero)